# Károlyi Imre
Nagykárolyi Károlyi Imre György Károly Pál Tibor gróf (Mácsa, 1873. január 10. – Nagymágocs, 1943. július 24.) magyar földbirtokos, bankár, felsőházi tag, császári és királyi kamarás, közgazdasági és politikai szakíró, Károlyi Viktor és ifjabb gróf Károlyi Gyula politikusok édesapja. Felesége gróf Károlyi Zsófia volt. Öt fiúgyermekük közül négyen érték meg a felnőttkort, egy leányuk Mária Consuelo 1927. augusztus 4-én nőül ment ifjabb Horthy Miklóshoz, néhány év után elváltak. Gyula fia pedig Horthy Miklós leányát, Horthy Paulette-t vette el Budapesten, 1930. február 14-én.

## Életpályája
A főrendiház volt elnökének, Károlyi Tibor grófnak a fia. Németországban végzett gazdasági akadémiát. 1897 márciusától 1918. november 16-ig a főrendiház tagja volt. 1900-tól, alakulásától a Belga–Magyar Bank, majd a Magyar Bank és Kereskedelmi Rt. (1913-tól 1933-ig Angol–Magyar Bank néven) igazgatóságának elnöke. Évtizedekig tagja volt Csongrád vármegye törvényhatósági bizottságának. 1916-ban a császári és királyi kamarási címet is elnyerte. 1927 és 1932 között a felsőház tagja. Az Országos Közlekedési Bizottságban is tagként dolgozott. Máltai lovag. 
Tisza István híve volt, Az Újság napilap hasábjain cikkeket jelentetett meg
Nagymágocsi birtokán ecet-, szesz-, keményítő-, cukorgyárat és paprikamalmot létesített, de birtoka volt Zalaszentgróton és Érden is, amelyeket szintén mintaszerűen kezelt. 
Elnöke volt sokáig a Bárdi József Automobil Ipar Rt-nak, a nyírbátori népbanknak, a széplaki takarékpénztárnak, a Magyar Aero Clubnak, a Körös–Tisza–Marosi Ármentesitő és Belvízszabályozó Társaságnak. Tagja volt a Magyar Leszámítoló és Pénzváltó Bank igazgatóságának.
Nagymágocson halt meg, a birtokán.

## Főbb művei
- A kapitalista világrend válsága. Pantheon Kiadó, Budapest, 1931. 80 oldal
- Az örvény szélén. Athenaeum, Budapest, 1932. 200 oldal